# Gooom Disques
Gooom Disques (ou, simplesmente, Gooom) é uma gravadora de música eletrônica com sede em Paris, França. A Gooom foi fundada por Jean-Philippe Talaga em 1997 depois de entrevistar o ator britânico, Stereolab para seu fanzine e ambas as partes concordaram em lançar músicas. Como resultado, o primeiro lançamento no rótulo foi um EP dividido por Stereolab e Fugu.
A gravadora ganhou fama fora da França com a popularidade da banda M83. Desde 2005, o gravadora está inativa.

## Artistas
- Abstrackt Keal Agram
- Anne Laplantine
- Cosmodrome
- Cyann & Ben
- Kids Indestructible
- M83
- Mils
- Montag
- Purple Confusion